# Владимир Заимов (квартал)
Владимир Заимов е старото име на квартал (с едноименен жилищен комплекс) в североизточната част на Централна София, намиращи се източно от бул. Васил Левски.
Според някои карти на София тази част на столицата все още се счита за отделния жилищен комплекс „Вл. Заимов“, а според други тя няма име, а е считана за част от „широкия център“.
Кварталът е с триъгълна форма и се намира между булевардите Янко Сакъзов (бившият „бул. Вл. Заимов“), В. Левски, Данаил Николаев и ул. Силистра. В комплекса се намира парка Вл. Заимов, а през средата му минава бул. Ал. Дондуков.